# Josep Manuel Basáñez i Villaluenga
Josep Manuel Basáñez i Villaluenga   (Burgos, 6 de juliol de 1942 - 10 d'agost de 2024) fou un gestor públic, polític i empresari català. Fou diputat per CiU a les eleccions al Parlament de Catalunya de 1988 i conseller d'Economia i Finances de la Generalitat de Catalunya el 1987-1988.

## Biografia
Estudià el batxillerat al Colegio de Indauchu a Bilbao i el Col·legi de Sant Ignasi de Barcelona. Va estudiar enginyeria industrial i es va doctorar per la Universitat Politècnica de Catalunya (UPC). Va participar de l'escoltisme en un agrupament afiliat a la Delegació Diocesana d'Escoltisme i va ser dirigent escolta de Minyons Escoltes i Guies de Catalunya, i a Europa com a vicepresident del Comitè Europeu del Moviment Scout.
En l'administració publica fou professor associat i gerent de la UPC, conseller d'Economia i Finances de la Generalitat de Catalunya, diputat al Parlament de Catalunya i vicepresident del Consejo Español de Política Fiscal y Financiera .
En el sector privat fou conseller delegat d'Autopistas ACESA, president de Mercado Español de Futuros y Opciones Financieros i de Caprabo, membre del consell de Gas Natural, de BME, membre del consell i president del comitè tècnic a Autostrade Spa a Italia i membre del consell de Sanef i SFL a França entre altres posicions, i de la Immobiliària Colonial.
En l'àmbit institucional va ser membre del Comitè Organitzador del Jocs Olímpics de Barcelona, president del Rotary Club de Barcelona, vicepresident del Cercle del Liceu, president de l'Asecap, vicepresident primer i candidat a la presidència de la Cambra de Comerç, Indústria i Navegació de Barcelona, del Foment del Treball Nacional, i de la Junta Directiva de la CEOE. Va ser president de SABA Italia Spa., membre del consell d'administració del Port de Barcelona, del Council de la WCF, del consell del Banco Mare Nostrum, de ThyssenKrupp Elevator Spain. En altres àmbits fou també vocal de la Fundació del RACC, vicepresident de la Federació Catalana de Basquetbol, Cònsol General Honorary of the Republic of Singapore i vicepresident de la Fundació Abertis a Itàlia.